# Mohamed Aboutrika
Mohamed Aboutrika, född den 7 november 1978 i Giza, är en egyptisk före detta fotbollsspelare (mittfältare) som gjorde 100 landskamper för det egyptiska landslaget.
Han är främst känd för att under en fotbollsmatch dragit av sig sin matchtröja och visat sitt budskap på engelska och arabiska "symphatize with Gaza", "sympatisera med Gaza".